# Szilágyi Erzsébet (miniszterelnökné)
Horogszeghi Szilágyi Erzsébet Antónia Mária Margit (Sopron, 1889. november 7. – Budapest, 1933. július 16.), a MOVE országos női csoport elnöknője, vitéz jákfai Gömbös Gyula miniszterelnök második felesége.

## Élete

### Származása és családja
Az ősrégi nemesi származású horogszeghi Szilágyi családban született. Apja horogszegi Szilágyi Imre (1858–1916), Sopron vármegyei árvaszéki elnök, anyja szentgyörgyi Horváth Margit (1871–1952) volt; szentgyörgyi Horváth Margit első férjétől, Szilágyi Imrétől elvált, majd férjhez ment belatini Braun Géza (1872–1931) pezsgőgyároshoz, akitől született még egy lánya: belatini Braun Marietta (1900–1973). Szilágyi Erzsébetnek a féltestvére, Braun Marietta felesége lett Bárdossy László (1890–1946) magyar miniszterelnöknek. Szilágyi Erzsébetnek az apai nagyszülei horogszegi Szilágyi Gáspár (1820–1889), a Győri püspökség uradalmi kormányzója és nemeskéri Kiss Antónia (1827–1909) voltak; az anyai nagyszülei szentgyörgyi Horváth Zsigmond (1837–1892), királyi kamarás, földbirtokos és köbölkuti Ivánkovich Mária (1843–1911) voltak. Az anyai nagyapai dédszülei szentgyörgyi Horváth Antal (1809–1871), cs. és kir. kamarás, Sopron vármegye főispáni helytartója földbirtokos és báró orczi Orczy Paulina (1808–1872) voltak; az anyai nagyanyai dédszülei köbölkuti Ivánkovich János (1806–1877), az 1848/49-es Kiscelli járás országgyűlési képviselője, földbirtokos és szentgyörgyi gróf Hugonnay Laura voltak (1816-1843). Szilágyi Erzsébetnek az anyai nagynénje szentgyörgyi Horváth Paulina (1864–1945), akinek a férje dr. magurai Augusz Zsigmond (1858–1931), földbirtokos.
Anyja révén elsőfokú unokatestvére magurai Augusz Mária (1886–1963), akinek az első férje nagymányai Koller István (1883–1951) nagykanizsai főszolgabíró, alsórajki földbirtokos, majd a második férje egyházasbüki Dervarics Ferenc (1890–1963), földbirtokos volt. Apai nagyanyjának Szilágyi Gáspárné nemeskéri Kiss Antóniának a fivérei: nemeskéri Kiss Gábor (1844–1929), királyi curiai bíró, a Lipót rend lovagja, nemeskéri Kiss Miklós (1831-1897), 1848-as honvéd, földbirtokos, valamint nemeskéri Kiss István (1833–1884), gyógyszerész, marcali és nemesvid gyógyszertár tulajdonos, akinek az egyik unokája vitéz nemeskéri Kiss István (1894–1967) altábornagy volt. Fivérei: horogszeghi Szilágyi László (1891–1956), illetve horogszegi Szilágyi Pál (1892–1914), a 24. honvéd gyalogezred hadnagya, aki a galíciai harctérről visszatérve a brassói kórházban belehalt a sérüléseibe.

### A MOVE női szakosztályának elnöke
Nem sokkal a létrejötte után az 1919-ben megállapított Magyar Országos Véderő Egyesület (MOVE) egy országos női szakosztályt is létesített. Az elnöke Unger Tiborné Szilágyi Erzsébet asszony lett. 1919. november a Hadseregnap alatt óriási pénzgyűjtés jött össze; a becslés 270—280 ezer korona lett a kétnapi gyűjtés eredménye. Az urnákban egy tízezer koronás bankjegyre is akadtak, ezenkívül több ezres, nagyon sok százkoronás és rengeteg kisebb papírpénz volt az urnákban. A szépen sikerült gyűjtést az MOVE budapesti főosztályának női csoportja szervezte Unger Tibornéval az élén több asszony e munkában részese volt. A következő években számos karácsonyi vásár, karácsonyfa gyűjtés a szegények számára, illetve több rendezvény jött létre Unger Tiborné Szilágyi Erzsébet a MOVE országos ügyvezető-elnöke gondos tervezése és irányítása alatt.
Szilágyi Erzsébet első férjétől Unger Tibor huszárszázadostól elvált; őt bizonyára Gömbös is ismerte. Gömbös és Szilágyi Erzsébet a MOVE-ban kerültek közelebbi kapcsolatba, ugyanis a hölgy a MOVE női szakosztályának elnökeként tevékenykedett. Erzsébet asszony intelligens, agilis, politikában jártas nő volt, aki valóban jól illett Gömböshöz. 1926. július 8-án házasodtak össze Budapesten és lakásukat a VI. kerületi Munkácsy utca 25. szám alatt rendezték be. Gömbös sokat köszönhetett második feleségének, Szilágyi Erzsébetnek, aki igazi hátteret adott az ambiciózus politikusnak. Szilágyinak komoly érdemei voltak abban, hogy Gömbös felismerte, az 1923-ban általa létrehozott Fajvédő Pártnak nem volt komoly perspektívája a kor politikai környezetében. Ennek hatására lépett vissza a kormánypártba Gömbös, és békült ki a 10 évig kormányfői posztot betöltő, nagyon népszerű Bethlen Istvánnal, mely nélkül politikai felemelkedésére semmilyen esélye sem lehetett volna.

### Betegsége és halála
1929. májusában egy színházi előadás alatt elájult. Rögtön megállapítható volt, hogy Gömbös Gyuláné súlyos idegsokkot kapott, amelynek következtében bizonyos agykéreg zavarok léptek fel nála. A legkülönbözőbb gyógymódokat vették igénybe, Bécsből, Berlinből, sőt Párizsból jöttek orvosprofesszorok nem viaskodása kezdődött meg ekkor a legkülönösebb esettel, amely valaha is foglalkoztatta az idegrendszer tudósait. Amikor férje elfoglalta Magyarország miniszterelnöki székét, már ott állott mellette ismét virulóan, testi és lelki épségben, reprezentatív képességgel. A politikai életben is igen intenzíven vett részt Gömbös Gyuláné. Férjének egyetlen parlamenti szereplését sem mulasztotta el, mindig ott volt a képviselőház 7-es számú karzatán, amikor a miniszterelnök nagy beszédet mondott. Az estélyeken és fogadásokon egyáltalában nem látszott meg rajta, hogy milyen súlyos betegséget ért át.
1933. júliusában Gömbös Gyuláné Szilágyi Erzsébet tervezte, hogy Balatonfüredre megy, hogy ott keressen gyógyulást, de erre már nem kerülhetett sor. Az utolsó napok nagy fájdalmak között teltek el, de ezeket a gyötrődéseket, is igyekezett elrejteni Gömbös Gyuláné. Maga a miniszterelnök sem gondolta, hogy ilyen végzetesen közel van már az utolsó pillanat. 1933. július 16-án vasárnap délután ki akartak menni barátaikkal, Somogyi Bélával és feleségével, továbbá Bárdossy Lászlóné született Belatiny Braun Mariettával Nagytéténybe azonban egy szélvihar következtében lemondtak a tervről. Estére Gömbös Gyuláné rosszul lett és otthon hunyt el az Úri utca 48-as szám alatti Gömbös rezicenciában.

## Házasságai és leszármazottjai
1909. áprilisában jabukai Nemeshegyi Oszkár dr eljegyezte horogszeghi Szilágyi Erzsébetet. Szilágyi Erzsébet kisasszonyt 1909. november 20-án Budapesten, feleségül vette jabukai dr. Nemeshegyi Oszkár (Budapest, 1884. július 21. – ?) miniszteri segédfogalmazó. A vőlegény szülei jabukai dr. Nemeshegyi Béla (1859–1941), és gyergyószentmiklósi Kövér Emília (1860–1915) voltak. A fiatalok az esküvő napján Fáy Iza társalkodónő kíséretében nászútra keltek és Bécsbe érve, az előzetes megállapodás értelmében különváltak. Nemeshegyi Oszkár a mariagrüni szanatóriumba vonult, fiatal felesége a purkersdorfi gyógyintézetet kereste föl. Nemeshegyi Oszkár és Szilágyi Erzsébet házassága rövidnek bizonyult; hamarosan elváltak.
1912. június 29-én Budapesten kötött házasságot a római katolikus Unger Tibor József Emil (1935-től Ugody) (Budapest, 1885. január 15.–Voronyezs, 1950.) huszárszázadossal, akinek a szülei a római katolikus polgári Unger Alajos (1837–1910), ügyvéd, országgyűlési képviselő, a Pesti Hazai Első Takarékpénztár Egyesület igazgatósági tagja, és a református felekezetű nemesi származású Maár Vilma (1848–1930) voltak. Unger Tibor és Szilágyi Erzsébet frigyéből született:
- Ugody Tamás (Budapest, 1913. május 1. – ?) hivatásos tüzér százados. Felesége: Démy-Gerő Éva Katalin Mária Lujza Gabriella (Kecskemét, 1917. november 9. – ?).[36]

Szilágyi Erzsébet elvált az második férjétől és Budapesten 1926. július 8-án férjhez ment a Tolna vármegyei evangélikus nemesi származású vitéz jákfai Gömbös Gyula a majdani miniszterelnökhöz. Házasságuk egyik alapja a közös világnézet, ideológia, értékrend volt. Az esküvő déli 12 órakor volt a fasori evangélikus templomban; az egyik tanú vitéz Görgey József (1886–1947), magyar királyi őrnagy, országgyűlési képviselő, a másik Fischer Lajos. Az új pár Velencébe utazott nászútra. Gömbös Gyula és Szilágyi Erzsébet házasságából nem született gyermek.